# Susi Alvarado
María Jesús Alvarado Benítez, conocida con el nombre artístico de Susi Alvarado (Las Palmas de Gran Canaria, 27 de septiembre de 1960), es una escritora, poeta, editora, cineasta y directora de teatro española.

## Trayectoria
Aunque nació en Las Palmas de Gran Canaria, pasó su infancia y adolescencia hasta los 15 años en el Sáhara, donde sus padres trabajaban como maestros. Estudió Magisterio en el Universidad de Las Palmas de Gran Canaria y Psicología en la Universidad Autónoma de Barcelona.
Como editora, entró a formar parte del equipo de Puentepalo, revista de Literatura y Artes, en 1980. Desde 2001 compagina su actividad como editora en la Editorial Puentepalo con la creación literaria, la actividad cinematográfica y la dirección teatral.
Como escritora es autora de varios libros, tanto de narrativa como de poesía, y su obra está incluida en varias antologías y publicaciones colectivas entre ellas, Lolita Pluma (2001), Escritos a Padrón (2003), Meridiart (2007), Poesía se escribe en femenino (2008), Poetas canarios en Buenos Aires (2008), El ojo narrativo (2009), Constelación canaria siglo XX (2009), Madrid en los poetas canarios (2010), La llama silenciosa (2012) y Poesía canaria actual (2016).
Forma parte de Bubisher, Asociación de Escritores por el Sáhara, una entidad sin ánimo de lucro cuyo objetivo es la creación de una red de bibliotecas y bibliobuses en los campamentos de refugiados saharauis de Tinduf y potenciar el uso del español como segunda lengua. También ha desarrollado la actividad de dirección teatral, codirigiendo la compañía de teatro La Fanfarlo.
Como cineasta, puso en marcha en 2005 la productora Almacabra, a través de la cual ha producido diversos documentales y cortometrajes. Entre 2013 y 2014, impulsó, junto a Ana Cristina Herreros, el proyecto Voces de nuestra isla, un trabajo cuyo fin era la recuperación y conservación de los cuentos de tradición oral de la isla de Gran Canaria. Este trabajo se plasmó en el libro Cuentos antiguos de Gran Canaria (Editorial Libros de las Malas Compañías, 2014).
Entre sus trabajos en el cine, destaca el documental San Mao. La vida es el viaje, estrenado en septiembre de 2016, en el que se adentra en la vida de la escritora taiwanesa Sanmao (1943-1991), quien residió en Gran Canaria, en el municipio de Telde, junto a su compañero sentimental, José María Quero, un buzo natural de Jaén, con quien vivió, además de en Gran Canaria, en Puerto de la Cruz (Tenerife), en el Sáhara y en La Palma, lugar donde Quero falleció en un accidente de buceo en 1979.

## Reconocimientos
Como cineasta recibió en 2007 en el Premio a la Mejor Aportación Historiográfica en el Festival Internacional de Cine de Reus Memorimage por el documental La puerta del Sáhara.
En su faceta como autora literaria, su obra y figura ha sido incluida en la Antología de 100 Escritoras canarias, de la ensayista canaria María del Carmen Reina.

## Obra cinematográfica
- 2006 - La puerta del Sáhara. Premio a la Mejor Aportación Historiográfica en Memorimage-07
- 2007 - Escobas Viejas (cortometraje, Taller de dirección del Festival de Cine Iberoamericano Ibértigo-07)
- 2009 - Bailando en el tiempo
- 2013 - Pilar Rey, pasión por el teatro
- 2013 - Cuando llegue (cortometraje)
- 2015 - La Ñ viste de negro
- 2016 - San Mao, la vida es el viaje[19]

## Obra literaria
- 2002 - Suerte Mulana, ISBN 978-84-607-4328-6.
- 2006 - Extraña estancia, ISBN 978-84-611-2452-7.
- 2007 - Meridiart, arte en la isla del meridiano, ISBN 978-84-611-9229-8.
- 2010 - Geografía accidental, Editorial Baile del Sol, ISBN 978-84-15019-07-7.
- 2010 - Al sur de Zagora, Ediciones del Patio.
- 2011 - Isla Truk con Maribel Lacave, ISBN 978-84-614-8305-1.
- 2012 - Sorimba, ISBN 978-84-616-1584-1.
- 2012 - Grietas, Ediciones Idea, ISBN 978-84-9941-890-2.
- 2015 - El principito ha vuelto, Editorial Malas Compañías, ISBN 978-84-942648-7-0.
- 2018 - Soy lo que ves, CanaryBook, ISBN 978-84-16754-93-9.
- 2019 - Habitación 241, ISBN 978-84-09-10088-0.[20]